# Haren-Ruitenbroekkanaal

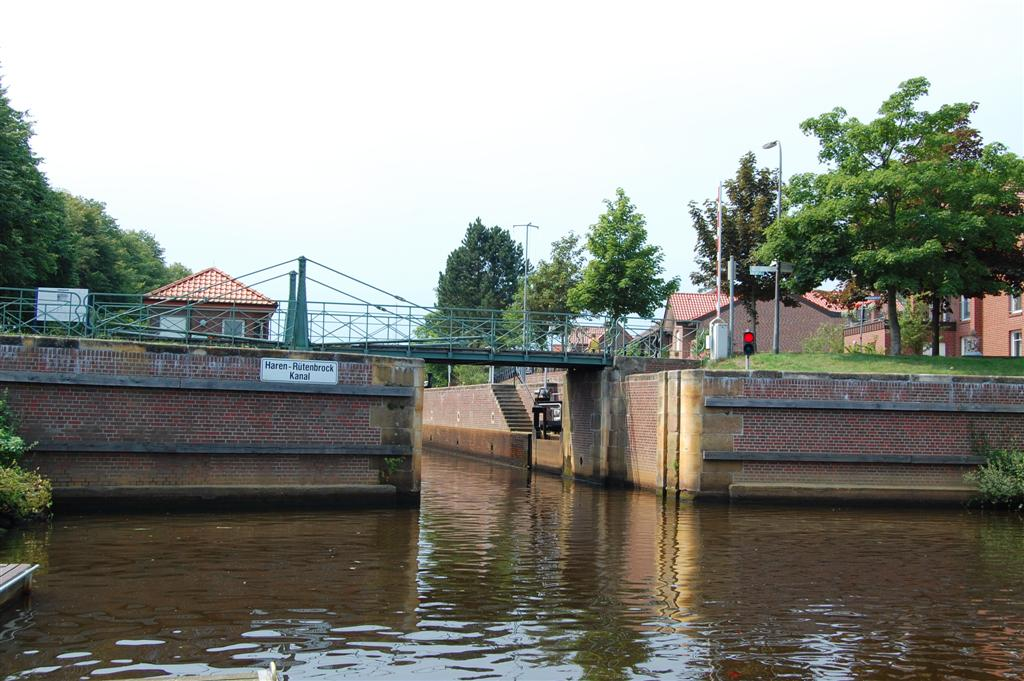
De ingang van het Haren-Ruitenbroekkanaal bij de Eems in Haren

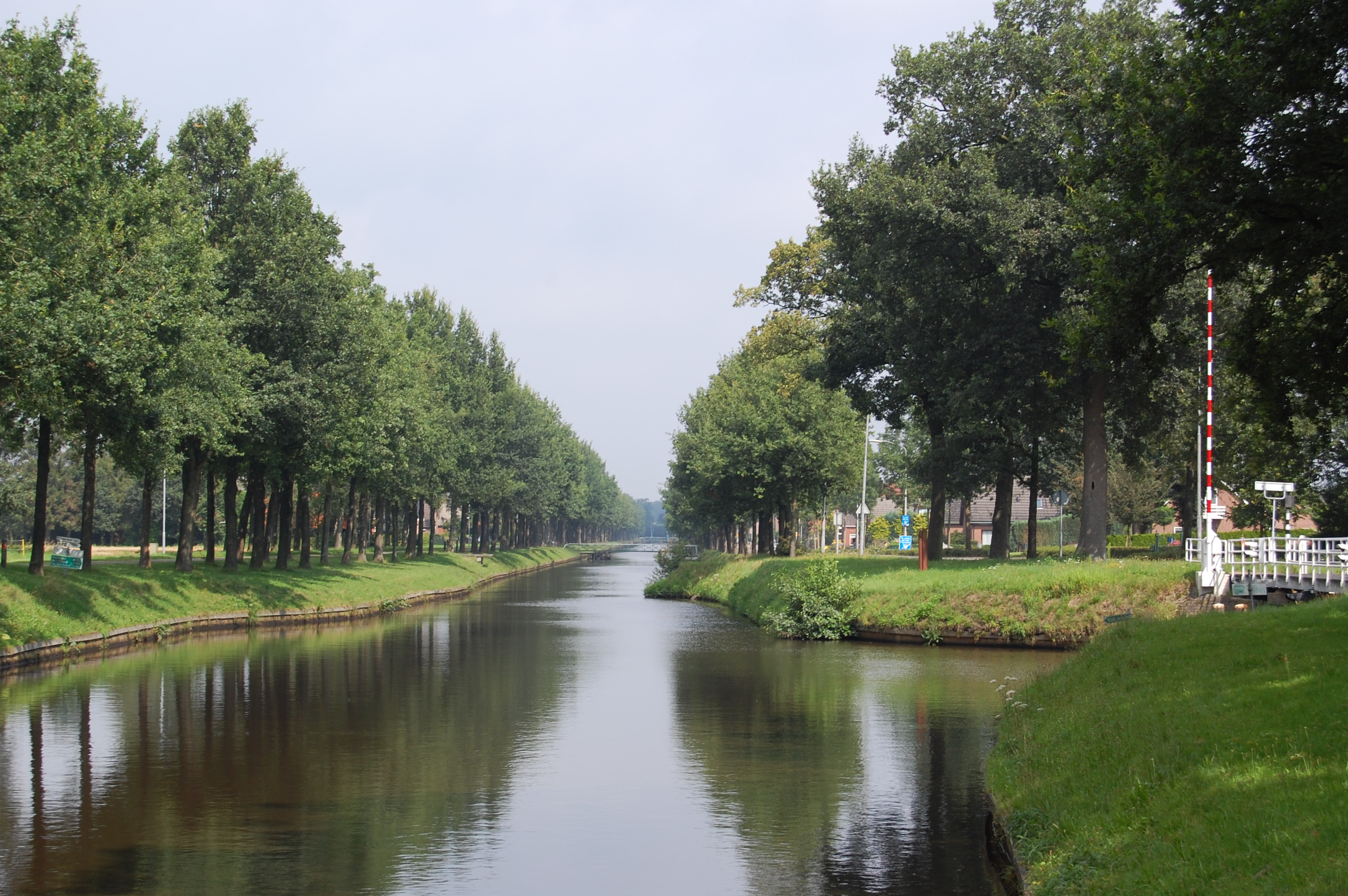
Kruising van het Ter-Apelkanaal en het Haren-Ruitenbroekkanaal bij Barnflair/Munnekemoer

Het Haren-Ruitenbroekkanaal of Ruitenbroekkanaal (Duits: Haren-Rütenbrock-Kanal, afgekort HRK) is een circa 14 kilometer lang kanaal dat het Ter Apelkanaal bij het Groningse Barnflair/Munnekemoer verbindt met de Eems bij het Nedersaksische Haren. Het kanaal passeert de Duits-Nederlandse grens bij Rütenbrock. Het Haren-Ruitenbroekkanaal is (behalve het Eemskanaal dat bij Delfzijl in de Dollard uitmondt) de enige bevaarbare verbinding tussen Duitsland en Nederland ten noorden van de Rijn.
Ten oosten van Rütenbrock eindigt het Zuid-Noordkanaal in het Haren-Ruitenbroekkanaal. In Duitsland loopt Bundesstraße 408 parallel aan de zuidkant van het kanaal, bij de Nederlandse grens gaat deze weg over in Provinciale weg 366.

## Geschiedenis
Het kanaal werd tussen 1870 en 1878 aangelegd als onderdeel van het vaarwegennet ten westen van de Eems (Linksemsisches Kanalnetz). Behalve het goederenvervoer door schepen met 200 ton laadvermogen, dient het kanaal voor de drainage van de omliggende venen.
In 1924 werd de Spoorlijn Stadskanaal - Ter Apel Rijksgrens geopend, die via een brug het Nederlandse deel van het Haren-Ruitenbroekkanaal kruiste. In 1926 werd dit baanvak alweer buiten gebruik gesteld. De restanten van de spoorbrug zijn nog steeds zichtbaar.
Sinds 21 juli 2016 geldt op het Duitse deel van het kanaal een nieuwe verordening van de Niedersächsischer Landesbetrieb für Wasserwirtschaft, Küsten- und Naturschutz (NLWKN) ten aanzien van scheepvaart. De belangrijkste wijziging houdt in dat er geen vaarbewijs meer vereist is voor gecharterde vaartuigen tot 15 meter lang en met maximaal 12 opvarenden (inclusief de schippers).